# Sansarpur
Sansarpur è una suddivisione dell'India, classificata come census town, di 4.061 abitanti, situata nel distretto di Jalandhar, nello stato federato del Punjab. In base al numero di abitanti la città rientra nella classe VI (meno di 5.000 persone).

## Geografia fisica
La città è situata a 31° 16' 15 N e 75° 36' 19 E.

## Società

### Evoluzione demografica
Al censimento del 2001 la popolazione di Sansarpur assommava a 4.061 persone, delle quali 2.074 maschi e 1.987 femmine. I bambini di età inferiore o uguale ai sei anni assommavano a 453, dei quali 254 maschi e 199 femmine. Infine, coloro che erano in grado di saper almeno leggere e scrivere erano 3.054, dei quali 1.639 maschi e 1.415 femmine.